# Jornada del Sol
Jornada del Sol sind die beiden Musiker Pet-C West und Pete South. Unter diesem Namen veröffentlichten sie 2002 das Album „Licence to chill“, welches aufgrund guter Rezensionen sehr starke Beachtung im Genre „Chill-out“ fand. Gerade auf Ibiza fand es seine Anhänger und so wurde das Album auch gerne in den Strandbars zum Sonnenuntergang gespielt.
Im Sommer 2005 wurden dann die Weichen für das neue Album „SeaSun Club“ gestellt, welches im Frühjahr 2007 erscheinen soll und deutlich stärker in die Richtung Club-Music geht u. a. mit dem einzigartigen Bossa Nova-Mix von „Rio Summer Night“.
Der Titel „Rio Summer Night“, der schon seit geraumer Zeit auf seine Realisation wartete, wurde dank der Nutzung in einer Werbekampagne sehr schnell mit der 18-jährigen Marashiva produziert und erschien am 9. Juni 2006.
Die Maxi-CD enthält sieben Mixe des Stücks und hat eine Spielzeit von über 30 Minuten.
Zum „Jahr des Delphins“ wird Jornada del Sol das Projekt mit Erlösen aus dem Verkauf des Titels „Dolphins of Bali 2007“ unterstützen. 
Pet-C West lebt im Süd-Westen der Republik und arbeitet schon seit mehr als 30 Jahren erfolgreich als Komponist, Texter, Studiomusiker (Gitarrist, Keyboarder, Programmer) und Dozent. Zahlreiche Veröffentlichungen begleiten seinen musikalischen Werdegang.
Pete South lebt im Süden von Köln und auf Ibiza. Marashiva lebt in Köln. Marashiva hat schon im frühen Alter Förderung in Sachen Gesang erfahren. Mit 13 hatte sie ihren ersten Auftritt vor internationalem Publikum in Mailand. Es entwickelte sich dann in den folgenden Jahren die Vorliebe für Soul, Jazz, Gospel und den Funk aus den 1970er Jahren.